# Убивці в будинку
«Убивці в будинку» (англ. Killers in the House) — американський телевізійний фільм-трилер 1998 року.

## Сюжет
Злочинці, які пограбували банк, сховалися в заміському будинку, який нещодавно придбала добропорядна родина. Батько сімейства вступає в єдиноборство із грабіжниками, щоб врятувати свою сім'ю.

## У ролях
| Актор              | Роль                       |
| ------------------ | -------------------------- |
| Маріо Ван Піблз    | Родні Сойєр                |
| Голлі Робінсон Піт | Дженні Сойєр               |
| Майкл Дж. Паган    | Малік Сойєр                |
| Гел Лінден         | Артур Пендлтон             |
| Ендрю Дівофф       | Делані Бреккет             |
| Джош Голленд       | Біллі Дюпрі                |
| Лорі Тріоло        | Кендалл Дюпрі              |
| Вінсент Гейл       | Луї Сайкс                  |
| Дін Маккензі       | Паркер Генлі               |
| Маркус Гондро      | механік                    |
| Брент Чепман       | охоронець банку 1          |
| Тай Олссон         | охоронець банку 2          |
| Воррен Такеуті     | молодий касир              |
| Кармен Мур         | касир банку                |
| Ніл Шелл           | директор банку             |
| Даг Абрагамс       | позаслужбовий поліцейський |
| Роб Фріман         | чоловік гість              |
| Джеймі Нокс        | дружина гість              |